# Alkanna intercedens
Alkanna intercedens är en strävbladig växtart som beskrevs av K. H. Rechinger. Alkanna intercedens ingår i släktet Alkanna och familjen strävbladiga växter. Inga underarter finns listade i Catalogue of Life.